# Schmidtiana ilocana
Schmidtiana ilocana är en skalbaggsart som först beskrevs av Schultze 1920.  Schmidtiana ilocana ingår i släktet Schmidtiana och familjen långhorningar.
Artens utbredningsområde är Filippinerna. Inga underarter finns listade i Catalogue of Life.